# Ove Nilsson
Per Ove Lennart Nilsson, född 17 augusti 1918 i Välluvs församling, död 17 januari 2010 i Växjö, var en svensk fotbollsmålvakt, tre gånger landslagsman och som spelade allsvenskt för Halmstads BK och Djurgårdens IF.
Ove Nilsson började sin karriär i Laholms IF och kom till Halmstads BK 1940. Han debuterade i Allsvenskan på Örjans vall den 26 juli 1942 i en segermatch mot Gais. 1944-1946 spelade han för Örgryte IS och värvades till Djurgårdens IF 1946, för vilken klubb han spelade 109 allsvenska matcher fram till 1953 och där han som bäst erövrade en liten silvermedalj säsongen 1952-53. 
Redan under sin tid i Halmstads BK landslagsdebuterade Ove Nilsson i en match i Helsingfors mot Finland 1943, som slutade 1-1. Han fick vänta fyra år på nästa tillfälle i landslaget. Norge besegrades med 5-1 i en match där Sveriges innertrio hette Gre-No-Li. Ove Nilssons tredje och sista landskamp inföll ytterligare fyra år senare. Finland besegrades på Råsunda med 3-2.
Ove Nilsson hade en av huvudrollerna i den minnesvärda allsvenska match, som spelades den 3 juni 1943 i Malmö mellan  Malmö FF och Halmstads BK, där Malmö FF-spelaren Arne Hjertsson gjorde sju mål, och där slutresultatet skrevs till 12-0. I matchkommentarerna dagen efter konstaterades det, att HBK:s målvakt hade räddat sitt lag från en ännu större förlust.
Den 16 juni 1944 spelades en dramatisk match på Råsunda mellan Sveriges landslag och Pressen.  Ove Nilsson var målvakt i Pressens lag och kunde med ett övertygande spel stoppa kanonaden från Sveriges namnkunniga innertrio, Gren, Nordahl och "Garvis" Carlsson och därmed bidra till att Pressen sensationellt kunde vinna med 5-3.
Ove Nilsson var mycket duktig på närskott, han förenade reaktionssnabbhet och vighet, med ett utomordentligt spel på mållinjen.